# ولایت چیشیما
ولایت چیشیما (به ژاپنی: 千島国 Chishima-no kuni) یکی از ولایت‌ها در تقسیم‌بندی کشوری قدیم ژاپن بود.